# Ibrahima Diomandé
Ibrahima Diomandé (Issia, Costa de Marfil, 28 de octubre de 1969) es un exfutbolista de Costa de Marfil que jugaba en la posición de defensa.

## Carrera

### Club
| Periodo   | Club                   |
| --------- | ---------------------- |
| 1988-1996 | Issia Wazi             |
| 1997-1999 | ASEC Mimosas           |
| 2000-2002 | Africa Sports National |
| 2003      | JC d'Abidjan           |
| 2004-2007 | ASEC Mimosas           |

### Selección nacional
Jugó para Costa de Marfil en 23 ocasiones de 1995 a 1999 y anotó un gol; participó en la Copa Africana de Naciones 1998.

## Logros
- Primera División de Costa de Marfil (5): 1997, 1998, 2004, 2005, 2006
- Copa de Costa de Marfil (5): 1997, 1999, 2002, 2005, 2007
- Supercopa de Costa de Marfil (6): 1997, 1998, 1999, 2004, 2006, 2007
- Liga de Campeones de la CAF (1): 1998
- Supercopa de la CAF (1): 1999